# Белозёров, Сергей Юрьевич
Сергей Юрьевич Белозёров (род. 18 октября 1954, пос. Ильинка Актюбинской обл., Казахская ССР, СССР) — советский спортсмен, двукратный чемпион СССР по кольцевым гонкам, вице-чемпион СССР по ипподромным гонкам, мастер спорта международного класса.

## Биография
Уже через год после рождения Сергея его семья переехала в Кабардино-Балкарскую АССР, где проживали в станице Александровской, а с 1960 года — в Нальчике.
В 1970 году начал заниматься картингом в спортивно-техническом клубе «Луч» в Нальчике, получил первый разряд по автоспорту. С 1972 по 1974 год служил в Советской армии, а после демобилизации, в декабре 1974 года переехал в Тольятти.
С 1975 года работал в управлении главного конструктора на ВАЗе. С 1976 года принимал участие в автогонках в составе заводской команды, в том же году стал кандидатом в мастера спорта. В 1982 году выполнил норматив мастера спорта. В 1990 году, после второй победы в чемпионатах СССР, получил звание мастера спорта международного класса.

## Результаты
В 1976 году стал третьим в гонках «Киевское кольцо» в группе 1, класс VIII. В 1977 занял 12 место на чемпионате СССР в классе IV (ВАЗ-21011), победил в гонках «Золотая осень». Также впервые принял участие в ипподромных гонках. В 1978—1979 годах участвовал лишь в отдельных соревнованиях по ипподромным гонкам и кроссу.
В 1980 году, выступая в классе I (ВАЗ-21011), выиграл гонку на приз открытия сезона, гонку на приз газеты «Труд». чемпионат РСФСР и чемпионат СССР.
На следующий год в группе A2/1, класс 7 (ВАЗ-21011) вновь победил в чемпионате РСФСР, стал бронзовым призёром чемпионата СССР. Принимал участие в советском этапе Кубка Дружбы социалистических стран, где занял 9 место, что позволило стать 21-м в общем зачёте Кубка.
В 1982 году Белозёров победил в гонках на приз открытия сезона, на чемпионате СССР (ВАЗ-21011, группа A2/1, класс 7) занял четвёртое место. В 1983 — пятое место в чемпионате СССР (ВАЗ-21011, группа A2, класс 7), стал третьим в финале VIII Летней Спартакиады народов СССР. Ещё спустя год занял шестое место в чемпионате СССР (ВАЗ-21011, группа A2/1, класс 7).
В 1985—1987 годах принимал участие в отдельных соревнованиях по кроссу, ралли, ипподромным гонкам, так как заводское подразделение кольцевых гонок было закрыто.
В 1988 году стал серебряным призёром чемпионата СССР по ипподромным гонкам (группа A2, класс 8), вновь принял участие в кольцевых гонках, где стал бронзовым призёром чемпионата СССР (ВАЗ-2108, группа A2/1, класс 8). Бронзовую медаль чемпионата страны по кольцевым гонкам завоевал и на следующий год, также в 1989 году Белозёров одержал победу в гонках «Янтарная „Волга“».
В 1990 году Сергей Белозёров победил в гонках на приз «Таллинн-САБ», «Пярну-Ринг», в чемпионате Минавтотранса, чемпионате РСФСР и стал второй раз чемпионом СССР в группе A-1600.
В 1991 году принимал участие в отдельных кольцевых гонках на ВАЗ-2108 группы A-1600.